# Modele rachunku kosztów
Modele rachunku kosztów – metody zbierania, przetwarzania i wyodrębniania informacji o kosztach związanych z prowadzeniem działalności przedsiębiorstw. 
W praktyce gospodarczej rozwinęły się dwa modele rachunku kosztów produkcji:
- rachunek kosztów pełnych
- rachunek kosztów zmiennych

Obydwa zmierzają do ustalenia przeciętnego kosztu wytworzenia produktów. 